# توماس آر. مارشال
توماس آر. مارشال (انگلیسی: Thomas R. Marshall; ۱۴ مارس ۱۸۵۴ – ۱ ژوئن ۱۹۲۵) سیاستمدار، و وکیل اهل ایالات متحده آمریکا بود که در دروان  ریاست‌جمهوری وودرو ویلسون به عنوان بیست و هشتمین معاون رئیس‌جمهور ایالات متحده خدمت کرد . وی مدتی را نیز به عنوان    بیست و هفتمین فرماندار ایندیانا  فعالیت کرد و یکی از اعضای فعال و شناخته شده حزب دموکرات بود.